# 7 thói quen hiệu quả
7 Thói Quen Hiệu Quả (tựa gốc tiếng Anh: The 7 Habits of Highly Effective People) là một cuốn sách nổi tiếng về kinh doanh và tự lực (self-help) của Stephen R. Covey, được phát hành lần đầu tiên năm 1989. Covey trình bày một cách tiếp cận để hiệu quả trong việc thực hiện mục tiêu bằng cách sắp xếp chính mình phù hợp với những điều ông gọi là "nguyên lý" bao gồm các nguyên tắc đạo đức mà ông trình bày như là những giá trị phổ quát và vượt thời gian.

## Nội dung

### 7 thói quen hiệu quả gồm

##### Thói quen 1: Luôn chủ động (Be Proactive)
Chủ động không chỉ có nghĩa là bước đi đầu tiên. Đó là nhận lãnh trách nhiệm về hành vi của mình (trong quá khứ, hiện tại và tương lai), có sự lựa chọn dựa trên những nguyên tắc, giá trị, hơn là cảm xúc và hoàn cảnh nhất thời. Người chủ động đại diện cho sự thay đổi, họ lựa chọn không trở thành nạn nhân, hoặc ở vào thể thụ động hoặc đổi lỗi cho người khác.
Họ làm điều đó bằng cách phát triển và sử dụng bốn khả năng thiên phú của con người đó là: Nhận thức bản thân, Lương tâm, Trí tưởng tượng và ý chí độc lập, theo cách tiếp cận từ trong ra ngoài để tạo sự thay đổi.
Họ quyết định trở thành nguồn lực sáng tạo trong chính cuộc đời mình, đó là quyết định quan trọng nhất mà một người có thể đề ra.

##### Thói quen 2: Bắt đầu từ mục tiêu đã được xác định (Begin With The End In Mind)
Tất cả mọi thứ đều được sáng tạo hai lần-lần đầu tiên bằng tinh thần và lần thứ hai bằng vật chất. Các cá nhân, gia đình, tập thể và tổ chức định hình trong tương lai của mình bằng cách sáng tạo ra một tầm nhìn và mục đích cho bất kỳ công việc nào. Họ không muốn sống ngày qua ngày mà không có mục tiêu rõ ràng. Họ xác định và cam kết với các nguyên tắc, giá trị, các mối quan hệ và những mục tiêu quan trọng nhất đối với họ. Tuyên ngôn sứ mệnh là hình thức cao nhất của lần sáng tạo bằng tinh thần của một cá nhân, gia đình hoặc tổ chức. Đó là quyết định quan trọng nhất vì nó chi phối tất cả những quyết định khác. Tạo ra nền văn hóa đằng sau một sứ mệnh, tầm nhìn và những giá trị chung chính là cốt lõi của sự lãnh đạo.

##### Thói quen 3: Ưu tiên cho điều quan trọng nhất (Put First Things First)
Ưu tiên cho điều quan trọng nhất là lần sáng tạo thứ hai hoặc sáng tạo bằng vật chất. Đây là lúc bạn tổ chức và hành động xung quanh việc sáng tạo tinh thần (Mục đích, tầm nhìn, giá trị và những ưu tiên quan trọng nhất của bạn). Những việc thứ yếu không được đến trước. Những việc chính yếu không bị xếp lại phía sau. Các cá nhân và tổ chức tập trung vào những gì quan trọng nhất, bất kể nó khó khăn hay không. Điều quan trọng nhất là giữ cho những việc quan trọng nhất nằm ở vị trí quan trọng.

##### Thói quen 4: Tư duy cùng thắng (Think Win/Win)
Tư duy cùng thắng là khi khối óc và con tim tìm kiếm lợi ích chung dựa trên sự tôn trọng lẫn nhau trong mọi tương tác. Đây chính là suy nghĩ về sự dồi dào của những cơ hội, của cải và nguồn lực cho tất cả mọi người, chứ không phải khan hiếm và cạnh tranh một mất một còn. Đây không phải là kiểu suy nghĩ ích kỷ (Thắng thua). Trong công việc và cuộc sống gia đình, các thành viên suy nghĩ một cách tương thuộc- theo nghĩa "Chúng ta" chứ không phải "tôi". Tư duy cùng thắng thúc đẩy giải quyết mâu thuẫn và giúp các cá nhân tìm kiếm giải pháp đem lại lợi ích chung. Đó là sự chia sẻ thông, quyền lực, sự công nhận và phần thưởng.

##### Thói quen 5: Biết lắng nghe để thấu hiểu và rồi được thấu hiểu (Seek First To Understand, Then To Be Understood)
Khi chúng ta lắng nghe với ý muốn thấu hiểu người khác, chứ không phải để đối đáp, thì đó là khi chúng ta bắt đầu một cuộc giao tiếp thật sự và gây dựng mối quan hệ. Khi nào người khác cảm thấy mình được thấu hiểu, họ sẽ cảm thấy được ủng hộ và tôn trọng, hàng rào phòng thủ được hạ xuống, cơ hội nói chuyện cởi mở và thấu hiểu lẫn nhau sẽ đến một cách tự nhiên và dễ dàng hơn. Muốn thấu hiểu người khác cần sự tử tế, muốn được người khác thấu hiểu cần sự can đảm. Tính hiệu quả nằm trong sự cân bằng giữa hai vế đó.

##### Thói quen 6: Đồng tâm hiệp lực (Synergize)
Hợp tác cộng sinh nghĩa là tạo ra giải pháp thứ ba - không phải là cách của tôi, không phải là cách của bạn, mà là cách thứ 3 tốt hơn cách mà mỗi người có thể tự nghĩ ra. Đó là kết quả của sự tôn trọng lẫn nhau, thấu hiểu và thậm chí tôn trọng sự khác biệt của người khác trong giải quyết vấn đề, và nắm bắt cơ hội. Những tập thể và gia đình đồng tâm hiệp lực phát triển mạnh mẽ dựa trên sức mạnh của từng cá nhân, khiến cho sức mạnh tổng thể mạnh hơn từng phần cộng lại. Những đội nhóm và các mối quan hệ kiểu này phản đối sự cạnh tranh thù địch (1+1=1/2). Họ không chấp nhận sự thỏa hiệp (1+1=1 1/2) Hoặc thậm chí cộng tác thuần túy (1+1=2). Họ tiến đến sự hợp tác sáng tạo (1+1=3, hoặc hơn).

#### Thói quen 7: Rèn luyện bản thân (Sharpen The Saw)
Không ngừng rèn luyện là việc liên tục đổi mới bản thân trên bốn lĩnh vực cơ bản của đời sống: Thể chất, xã hội/tình cảm, tinh thần và tâm hồn. Đó chính là thói quen giúp chúng ta tăng khả năng áp dụng những thói quen hiệu quả khác. Đối với một tổ chức, thói quen 7 nâng cao tầm nhìn, đổi mới, sự cải thiện liên tục, tránh tình trạng quá tải, kiệt quệ và đặt doanh nghiệp vào một lộ trình phát triển mới. Đối với gia đình, nó tăng cường tính hiệu quả trong những hoạt động thường lệ giữa các cá nhân, ví dụ như việc thiết lập truyền thống nuôi dưỡng sự đổi mới trong gia đình.
Tài khoản tình cảm là lối nói ẩn dụ vệ sự tin tưởng trong mối quan hệ. Giống như tài khoản trong ngân hàng, nó là tài khoản mà chúng ta có thể gửi vào và rút ra. Những hành động như nỗ lực thấu hiểu người khác, thể hiện sự quan tâm, giữ đúng lời hứa, tôn trọng người vắng mặt gia tăng mức độ tin tưởng trong các mối quan hệ, được gọi là ký gửi và tài khoản tình cảm. Trong khi đó, những biểu hiện thiếu thiện chí, không giữ lời, nói xấu người vắng mặt... Làm giảm lòng tin trong các mối quan hệ, được gọi là rút ra khỏi tài khoản tình cảm.
Nhận thức: Nhận thức là cách mỗi con người nhìn nhận thế giới không nhất thiết phải đúng như trong thực tế. Nó là tấm bản đồ, không phải lãnh thổ. Nó là lăng kính, qua đó chúng ta nhìn nhận mọi thứ, được định hình trong quá trình trưởng thành cũng những kinh nghiệm tích lũy theo năm tháng và những lựa chọn của chúng ta.

## Các cuốn sách liên quan
- Cảm hứng sống theo 7 thói quen thành đạt của Stephen R. Covey. Bản tiếng Việt do TGM phát hành.
- 7 thói quen hiệu quả của Stephen R. Covey. Bản tiếng Việt do Trường Doanh nhân PACE độc quyền phát hành phiên bản tiếng Việt từ năm 2016.